# Ashleigh McConnell
Ashleigh Kate McConnell (Melbourne, 26 de marzo de 1996) es una nadadora paralímpica australiana con deficiencias en las extremidades. Ganó una medalla de oro en los Campeonatos Mundiales de Natación del IPC de 2015. Representó a Australia en los Juegos Paralímpicos de Río de Janeiro 2016.

## Vida personal
McConnell nació el 26 de marzo de 1996 en Melbourne, Victoria. Le falta el antebrazo y la mano izquierda. Asistió al Sunbury College. En 2015, estudia Administración de Empresas en el Real Instituto Tecnológico de Melbourne.

## Carrera deportiva
McConnell comenzó a nadar a la edad de cuatro años. Está clasificada como una nadadora S9. Se perdió por poco la oportunidad de participar en los Juegos de la Mancomunidad de 2014 y en los Campeonatos Pan-Pacíficos de Natación de 2014. En los Campeonatos Mundiales de Natación IPC de 2015 en Glasgow, Escocia, ganó una medalla de oro en el relevo femenino de 4 × 100 m estilo libre con 34 puntos.
Su objetivo ha sido clasificarse para los Juegos Paralímpicos de Río de Janeiro 2016. Su lema es «No se puede poner un límite a nada. Cuanto más sueñas, más lejos llegas».
En 2016, es becaria del Instituto Victoriano del Deporte y entrenada por Brad Harris en el Club de Natación Melbourne Vicentre. Le fue otorgada la Medalla de la Orden de Australia en 2017.